# Stalk Radio
Stalk Radio è un talk-show radiofonico e televisivo in diretta trasmesso da Sky Uno e condotto da Dario Cassini con la partecipazione di Francesca Manzini.
Il programma va in onda tutti i giorni, dal lunedì al venerdì, da mezzanotte all'una di notte. La prima edizione è stata trasmessa dal 25 aprile all'8 luglio 2011 su Sky Uno e su un network di radio locali del circuito radiofonico AREA. La seconda serie è stata trasmessa dal 6 ottobre 2011, in contemporanea su Sky Uno e su Radio Kiss Kiss.
La trasmissione è un filo diretto con gli spettatori che intervengono telefonicamente per commentare con il conduttore il tema della puntata. Viene dato ampio spazio alla lettura degli SMS del pubblico e dei post sulla pagina Facebook del programma. Il programma si avvale anche della messa in onda di contributi filmati e dell'incontro con ospiti in studio o collegati attraverso Skype.